# Uwe Friedl
Uwe Friedl (* 21. Januar 1955 in Troisdorf) ist   ein deutscher Kommunalpolitiker. Er war hauptamtlicher Bürgermeister (CDU) von Euskirchen im gleichnamigen Kreis, Nordrhein-Westfalen.
Friedl wuchs in Siegburg auf. Dort besuchte er die katholischen Volksschule und das Staatliche Gymnasium. Von 1972 bis 1977 absolvierte er die Berufsausbildung für den gehobenen nichttechnischen Verwaltungsdienst beim Landschaftsverband Rheinland sowie am Studieninstitut für kommunale Verwaltung Köln/Fachhochschule für öffentliche Verwaltung NRW. Er schloss als Diplom-Verwaltungswirt ab. Daran schloss er von 1982 bis 1987 an der Fernuniversität in Hagen ein Studium der Wirtschaftswissenschaften (Diplom-Ökonom) an und promovierte mit einem Thema zur kommunalen Gebührenkalkulation (Dr. rer. pol.).
Am 1. August 1977 begann er seine berufliche Laufbahn beim Landschaftsverband Rheinland in Köln. Dort war er in der Kämmerei und beim Rechnungsprüfungsamt tätig. Es folgten Beschäftigungen im Landtag Nordrhein-Westfalen in Düsseldorf und als Dozent an der Fachhochschule für öffentliche Verwaltung NRW in Köln.
Vom 1. Oktober 1999 bis 31. Oktober 2020 war Uwe Friedl hauptamtlicher Bürgermeister von Euskirchen.
Friedl ist verheiratet und hat zwei erwachsene Kinder (Sohn und Tochter). Nach seiner ersten Wahl zum Bürgermeister hat er seinen Wohnsitz von seinem damaligen Wohnort Bergisch Gladbach nach Euskirchen verlegt.